# 众包
群眾外包是一种特定的获取资源的模式。在该模式下，个人或组织可以利用大量的网络用户来获取需要的服务和想法。“众包”（crowdsourcing）是在2006年混合群众（crowd）和外包（outsourcing）词义而产生的混成词。这种通过将工作先分配给很多参与者再合成为最终结果的模式，在电子时代来临前就已经获取了成功。众包和外包的区别在于，众包的对象可以是一群没有被特别定义的群体（而非被指派的，特定的群体）并且众包包括了混合的自底向上和自顶向下的过程。众包的优势包括：优化的价格，速度，质量，灵活性和多样性。在机构想要扩展新的想法时，众包的优势是可以提供超出本机构员工的思考范围，带来更发散和创新的想法。众包和通过互联网控制，这些组织可以利用志愿员工大军的创意和能力——这些志愿员工具备完成任务的技能，愿意利用业余时间工作，满足于对其服务收取小额报酬，或者暂时并无报酬，目的在于未来获得更多报酬的前景。尤其对于软件业和服务业，这提供了一种组织劳动力的全新方式。
许多类型的众包，比如“点子大赛”或者“创新比赛”，为各类组织提供了一条获取新的，超出其本机构员工“惯性思维”的信息的途径。（比如乐高LEGO Ideas）。同样工作模式下由大规模的受雇“人群”（例如亞馬遜土耳其機器人）所完成的各类冗长乏味的“微型任务”则是众包的另一种表现形式。它也被一些非營利組織采用，用于创造或取得“共同利益”（比如维基百科）。

## 众包概述
众包是一种分布式的问题解决和生产模式。问题以公开招标的方式传播给未知的解决方案提供者群体。用户（这里指众包里的“众”）典型地组成在线社区并提交方案。群“众”还要审查方案，发现最好的。这些最好的方案最后由最先提出问题的一方（众包人，crowdsourcer）所有，并且群“众”中胜出的个人有时会被奖励。有时，这些工作会有不错的报酬，无论是金钱上的、奖励上的或者只是名声和知名度。另外一些情况，胜出者会有智力上的满足感。众包可以通过业余人士或志愿者利用他们的空余时间提供解决方案，或者让专家或小型企业从无人知晓到初具规模。
众包显而易见的好处包括：
- 问题可以在花费较少的情况下得到探究和讨论，通常时间上也很快。
- 有了结果才付费，有时甚至不用付费。
- 组织可以倚靠比自己组织内部更广泛的人才。
- 通过聆听用户的声音，组织可以第一手的洞察客户需求。
- 通过众包组织社区会感到一种品牌建设般的血缘关系，这也是一种通过分享和合作得到的所有权。

众包和普通意义上的外包不同点在于，前者的任务和问题是外派给不确定的群体，而后者是外派给确定的个体。
众包和开源的不同在于，开源是一种通过公众的团员志愿地开创和进行合作性的行为活动，而众包中的行为活动是由某个客户提出，并且以个人或小组为基础来进行的。还有就是开源和众包的不同点在于参与者的动机不同：开源参与者通常出于反垄断动机，利用自身的技术能力参与项目的完善、扩展或推广，为自己和社会提供可资利用的免费的软件资源；众包参与者则通常是看重项目的实用性或公益性，甘愿为项目付出自己的智慧或劳动，使项目日臻丰富和完善，从而使自己从项目中直接或间接受益，有时这种受益表现为项目方的各种奖励或经济回报。
对政府和非盈利组织来说众包也被认为是一种有潜力的问题解决机制。城市交通规划是很好的实践众包的地方，在美国联邦交通管理局授权和资助下，盐湖城在2008-2009年进行了一项通过公众参与大众交通规划的众包项目。另一项令人注目的众包解决政府问题的应用是由美国专利和商标办公室开展的Peer to Patent Community Patent Review项目。

## 历史事件参考
虽然众包这一术语主要用于形容网络行为，但是追溯回历史，一些事件我们今天也可以形容为众包。
- 1714年 --- The longitude Prize: 英国政府为了知道在海上的船只的经度位置，在群众中集思广益，并且宣布给给出最佳方法的人金钱奖励。
- 1783年 --- 路易十六提供奖励给能够用最经济实惠的用海盐方法制造成碱的人。
- 1957年 --- Jørn Utzon的设计赢得了悉尼歌剧院众包的设计比赛。
- 2009年 --- Waze, 以社区为中心的GPS的app，允许用户提交实时路况信息，比如报告交通堵塞或者交通事故，提交信息后所有使用此app的用户将能及时看到路况消息。

## 众包的八步流程
1. 公司提出一个问题或难题
2. 公司在互联网上发布和传播问题
3. 公司请求互联网上的群“众”给出解决方案
4. 群“众”给出解决方案
5. 群“众”审查解决方案
6. 公司奖励胜出的解决方案提供者
7. 公司获得和拥有胜出的解决方案
8. 公司得利

## 有关众包的争议
对众包在伦理、社会和经济方面的影响受到广泛的争论。例如，作者和媒体评论家Douglas Rushkoff在连线新闻（Wired News）的采访中，表达了对这个词和其影响的矛盾看法。维基百科创始人吉米·威爾斯，也直言不讳地对这个词进行了批评。
眾包模式很有效降低企業的經營成本，企業省下了尋找、培訓和溝通工人帶來的成本，不過這樣其實將成本轉嫁到眾包請求者和按需工人身上，其中絕大部分成本轉嫁到按需工人身上。請求者需要時間一一解釋任務，耗費額外的時間和精力，而按需工人付出了不合比例的代價，如時間，薪水，以及對不公待遇申述的機會等等。眾包平台上有大量的按需工人，請求者發佈任務會有大量的申請，審核需要時間，甚至要一一進行視頻對話。原來人力資源機構的成本，平台轉移到請求者上。此外按需工人通常遠程工作，而且可能同時處理多項工作，難以吸收企業文化，影響產品成果。遠程工作也缺乏管控，無意中削弱工人的責任心，請求者往往需要更多時間監督進度。
眾包的按需工人承擔了不合比例的風險和代價，眾包平台上申請工作數量繁多，而且存在不良和欺詐的內容，工人需要花費時間去篩選。對眾包平台的「靈活性」批評一般都指出，所謂何時何地工作，需要按需工人日夜候命搶奪好的請求任務，平台算法生成出的最佳的工作週期，也實質地壓榨工人的時間。據統計亞馬遜土耳其機器人上的按需工人，完成時間為一小時的任務，工人只有17秒空閒時間，而完成時間為一天的任務，工人只有約4分鐘的空閒時間。按需工人在接到任務後需要自主處理工作的細節，在沒有指導和孤立的環境下完成工作。請求者發佈任務描述大多也不甚清晰，完成後也沒有有效的反饋機制幫助他們了解自己是否處理相關的任務，部分工人遇到耗費數小時完成的工作，由於理解錯誤被評為失敗。按需工人完成任務需要自備各樣工具，如繪圖軟件，辦公軟件等等，這些本來由企業負擔的成本都轉嫁到工人身上。平台大多假設按需工人都擁有可靠和高速的網絡環境，而實際上如亞馬遜土耳其機器人等眾包平台，大部分按需工人都是在印度等第三世界國家，他們大多使用過時的電腦或者故障的網絡連接共享網絡來完成任務。部分工人就遇到賬戶地址被平台標記為可疑而被凍結或者刪除，過去的薪金也無法追回，而且他們也沒有得到平台解釋和回應。根據皮尤研究中心的一份美國全國性調查，有30%按需工人遇到得不到工作報酬的經歷。

## 众包参与方
- 发包方：可以是个人，法人，是指在一个活动中有难题或任务需要解决的一方。发包的方法有两种：
  1. 直接在网络社区上发布要解决的问题；
  2. 与众包公司直接合作。
- 中介机构：连接发包方与接包方的组织，可以是网站或者是众包公司
- 接包方：众多的网民，不要求是精英，只要可以解决问题就行

## 中国的众包模式
- 中国企業将众包作为一个新的商业模式，将在企业生产者与消费者之间建立一种新的联系
- 中国目前的众包应用的范围较少，局限在广告词，商标等一些范围的设置，仍未将之提升到公司战略高度。
- 尚未确立为一种新的商业模式，目前在中国众包只作为信息服务的中介机构。
- 将众包与外包进行对立的看待，认为有众包就不能有外包。其实众包是脱离于外包的一种形式，两个模式应该互相合作互相配合。